# ريسا أوزاكي
ريسا أوزاكي (باليابانية: 尾崎里紗) مواليد 10 أبريل 1994 في كوبه، هي لاعبة كرة مضرب يابانية تلعب باليد اليمنى وتحتل حالياً المرتبة 131 (8 فبراير 2016) في تصنيف رابطة محترفات كرة المضرب. أعلى تصنيف لها في الفردي كان 130. أعلى تصنيف لها في الزوجي كان 993.

## النهائيات

### الفردي (4–6)
| الحصيلة | الرقم | التاريخ        | الدورة                   | الأرضية | المنافس           | النتيجة            |
| ------- | ----- | -------------- | ------------------------ | ------- | ----------------- | ------------------ |
| الوصافة | 1.    | 2 سبتمبر 2012  | تسوكوبا، اليابان         | صلبة    | آكي ياماسوتو      | 3–6, 6–1, 1–6      |
| الفوز   | 1.    | 2 يونيو 2013   | تشانغوون، كوريا الجنوبية | صلبة    | تشانغ يوكسوان     | 6–4, 6–4           |
| الفوز   | 2.    | 21 يوليو 2013  | غرانبي, كندا             | صلبة    | سامانثا موراي     | 0–6, 7–5, 6–2      |
| الوصافة | 2.    | 9 نوفمبر 2014  | بنديجو، أستراليا         | صلبة    | إري هوزمي         | 6-7(5–7), 7–5, 2–6 |
| الوصافة | 3.    | 16 نوفمبر 2014 | بنديجو، أستراليا         | صلبة    | ليو فانجزو        | 4–6, 3–6           |
| الوصافة | 4.    | 14 يونيو 2015  | غويانغ، كوريا الجنوبية   | صلبة    | لي سو را          | 4–6, 6–3, 4–6      |
| الفوز   | 3.    | 20 يونيو 2015  | إنتشون، كوريا الجنوبية   | صلبة    | ليو تشانغ         | 5–7, 7–6(7–4), 6–3 |
| الفوز   | 4.    | 5 يوليو 2015   | شتوتغارت، ألمانيا        | ترابية  | رومينا أوبراندي   | 6–4, 7–5           |
| الوصافة | 5.    | 25 ديسمبر 2015 | بانكوك، تايلاند          | صلبة    | هان نا لي         | 2–6, 4–6           |
| الوصافة | 6.    | 9 يناير 2016   | ميدان فكتوريا، هونغ كونغ | صلبة    | فيكتوريا غولوبيتش | 3–6, 3–6           |

## روابط خارجية
- ريسا أوزاكي على موقع رابطة محترفات التنس (الإنجليزية)
- ريسا أوزاكي على موقع الاتحاد الدولي لكرة المضرب (الإنجليزية)
- ريسا أوزاكي على موقع كأس بيلي جين كينغ (الإنجليزية)
- ريسا أوزاكي على موقع خلاصة التنس.كوم (الإنجليزية)
- ريسا أوزاكي على موقع إي إس بي إن.كوم (الإنجليزية)